# Chróścin-Zamek
Chróścin-Zamek est une localité polonaise de la gmina de Bolesławiec, située dans le powiat de Wieruszów en voïvodie de Łódź.